# 岩崎吉一
岩崎 吉一（いわさき よしかず、1935年5月13日 - 1994年6月13日）は、日本の美術評論家。

## 略歴
福岡県北九州市八幡西区香月生まれ。1963年学習院大学大学院美学美術史博士課程修了。1961年より東京国立近代美術館勤務、企画資料課長、次長。1994年6月13日、在職中に肺癌のため死去。

## 著書
- 『近代日本画の光芒』（京都新聞社） 1995.5

## 編著
- 『徳岡神泉』（講談社、日本の名画24） 1973
- 『徳岡神泉』（集英社、現代日本の美術4） 1975
- 『坂本繁二郎』（中央公論社、日本の名画11） 1976
- 『ゴーガン』（池田満寿夫共著、小学館、世界美術全集21） 1977.2
- 『平山郁夫』（集英社、現代日本画全集18） 1980.9
- 『児玉希望 / 東山魁夷』（小学館、現代日本絵巻全集14） 1982.6
- 『福田平八郎 作品と素描』（河北倫明共編、光村図書出版） 1982.10
- 『髙山辰雄』（講談社、日本画素描大観9） 1984.2
- 『近代日本洋画素描大系4 昭和2 戦後1』（講談社） 1985.1
- 『20世紀日本の美術 8』（東山魁夷, 福田平八郎, 原田平作共編、集英社） 1986.5
- 『20世紀日本の美術 13』（坂本繁二郎, 須田国太郎, 島田康寛共編、集英社） 1987.10
- 『美しい日本 風景画全集3 東京』（ぎょうせい） 1988.10
- 『動物たち / 風景』（学習研究社、加山又造全集1） 1990.4
- 『小茂田青樹画集』（尾崎正明共編、日本経済新聞社） 1990.6
- 『加山又造』（学習研究社、現代の日本画11） 1991.3
- 『昭和の日本画100選』（朝日新聞社） 1991.3
- 『日本の近代洋画』（小学館、名画と出会う美術館9） 1992.9
- 『杉山寧素描聚成』（尾崎正明共編、小学館） 1992.12
- 『定本 徳岡神泉画集』（朝日新聞社） 1993.5

## 参考
- 編著の略歴、死亡記事